# 925
925(구백이십오)는 924보다 크고 926보다 작은 자연수다.

## 수학
- 합성수로, 그 약수는 1, 5, 25, 37, 185, 925다. 진약수의 합은 253이므로, 925는 부족수다.
- 25번째 오각수다. 앞의 오각수는 852, 다음은 1001이다.
- {\displaystyle 925=5^{2}+30^{2}=14^{2}+27^{2}=21^{2}+22^{2}}
  - 서로 다른 두 자연수의 제곱합으로 나타낼 수 있는 방법이 세 가지인 수다.
  - 22번째 중심있는 사각수로, 연속하는 두 자연수인 21과 22의 제곱합으로 나타낼 수 있다. 앞의 중심있는 사각수는 841, 다음은 1013이다.
- 피타고라스 삼조의 빗변의 길이이다.
  - {\displaystyle 43^{2}+924^{2}=925^{2}}[a]
  - {\displaystyle 533^{2}+756^{2}=925^{2}}[b]
- {\displaystyle 26^{3}-1}은 925로 나누어떨어진다.

## 과학
- NGC 925: 삼각형자리 방향에 있는 막대나선은하.
- 925 알폰시나(영어판): 소행성.
- 스털링 실버는 은(銀)의 함유량이 92.5%인 점에서 ‘925 실버’라는 이름으로도 불린다.

## 교통

### 철도
- 서울 지하철 9호선 신논현역의 역번호.

### 도로
- 925번 지방도: 경상북도 청도군 매전면 관하리에서 영천시 도동까지 이어지는 대한민국의 지방도.

## 군사
- U-925(영어판, 독일어판): 제2차 세계 대전에 사용된 나치 독일의 군용 잠수함.

## 문화유산
- 대한민국의 보물 제925호: 쌍계사팔상전영산회상도

## 작품
- 《925(영어판)》: 영국의 밴드 소리(영어판)(Sorry)의 정규 음반. 2020년 3월 27일 출시.

## 기타
- 날짜: 9월 25일
- 연도: 925년, 기원전 925년
- 925 그랜드(영어판): 과거 캔자스시티 연방준비은행(영어판)의 본사로 쓰인 건물.